# Горіхові
Горіхові (Juglandaceae) — родина рослин порядку букоцвітих (Fagales), налічує ≈ 50 видів у 9 родах і 3 підродинах. Поширені в помірній зоні північної півкулі, а також Малезії й Андах. Дерева, рідше кущі, з почерговими, непарноперистими листками, що містять ароматичні речовини.
Квітки різностатеві, в пазухах покривних лусок; оцвітина проста або її зовсім немає. Тичинкові квітки в сережках, тичинок 2–40; маточкові квітки поодинокі, скупчені або в китицях; зав'язь нижня, одногнізда, зростається з оцвітиною і приквітками; насінний зачаток прямий, з одним покривом.
Плід — псевдомонокарпна кістянка, яку найчастіше називають «горіхом». Позаоплодень спочатку соковитий, потім шкірястий, багатий на дубильні й ароматичні речовини; середоплодень дерев'янистий. Насіння без ендосперму, з великими зморшкуватими сім'ядолями, що містять олію, білки, вітаміни.
До родини належать дерева, які застосовуються у зеленому будівництві, харчовій, деревообробній та інших галузях промисловості. Горіх маньчжурський (Корея, Північно-Східний Китай, Далекий Схід, зрідка в Україні) має декоративну деревину, використовується у меблевому виробництві. В Україні вирощують також горіх сірий.

## Роди
- підродина Rhoipteleoideae
  - Rhoiptelea
- підродина Engelhardioideae
  - Alfaroa
  - Engelhardia (вкл. Pterilema)
  - Oreomunnea
- підродина Juglandoideae
- Carya (Гікорі) (вкл. Annamocarya, Hicorius, Rhamphocarya)
- Cyclocarya
- Juglans (Горіх) (вкл. Walia)
- Platycarya
- Pterocarya